# Alchornea rugosa
Alchornea rugosa är en törelväxtart som först beskrevs av João de Loureiro, och fick sitt nu gällande namn av Johannes Müller Argoviensis. Alchornea rugosa ingår i släktet Alchornea och familjen törelväxter. Inga underarter finns listade i Catalogue of Life.